# アイリーン・オルシェウスキー
アイリーン・ミヨコ・クワイェ・オルシェウスキー（Eileen Miyoko Kuwaye Olszewski、1968年9月17日 - ）は、アメリカ合衆国の女子プロボクサーである。ハワイ州ホノルル出身。日系アメリカ人。カイムキ高校卒業。第3代WIBA世界フライ級王者。トレーナーは夫でもあるマシュー・オルシェウスキー。

## 来歴
高校卒業後、ニューヨークへ渡り、NBA、ニューヨーク・ニックスのチアリーダーを3シーズンを務めた。
後にスタントに転身。

### アマチュア時代
2000年にボクシングを始め、同年8月にはナショナル・ゴールデン・グローブフライ級（51 kg）で優勝した。
2001年8月、ナショナル・ゴールデン・グローブフライ級（51 kg）を連覇した。
2001年10月、ペンシルベニア州スクラントンで開催された世界女子ボクシング選手権にフライ級（51 kg）で出場したが準々決勝でルーマニアのダイアナ・ウングレアーヌにアマチュア初黒星となる16-17の判定負けを喫し敗退した（この大会で優勝し記念すべき世界女子ボクシング選手権のフライ級初代女王になったのはシモーナ・ガラッシである。）。
2002年10月、トルコアンタルヤで開催された世界女子ボクシング選手権にフライ級（51 kg）で出場したが準々決勝でロシアのリディア・アンドレエヴァに敗れた。（アンドレエヴァは銅メダルでこの大会を終えた。金メダルは2大会連続でシモーナ・ガラッシだった。）
2003年2月、ハワイでマシューと結婚した。
2004年、アメリカでは28勝（7KO）無敗ながら国際大会では3勝（2KO）4敗という戦績を残し35歳でアマチュアボクシングからの引退を表明した。

### プロ時代
2006年11月3日、ニューヨーク州サリバン郡モンティセロ村のモンティセロ・レースウェイでデビュー戦を行い、4回判定勝ちを収めデビュー戦を白星で飾った。
2007年9月14日、イタリア・アリアーノ・ネル・ポレージネでステファニー・ビアンキーニが持つWBC女子世界フライ級王座に挑戦し、0-1の判定で引き分けた為、王座獲得に失敗した。
2008年2月28日、ニューヨークのローズランド・ボールルームでエレナ・リードが持つWIBA世界フライ級王座に挑戦し、2-0（98-92、98-92、95-95）の判定勝ちを収め初の世界王座獲得に成功した。
2008年6月13日、ニューメキシコ州アルバカーキのイスレタ・カジノ&リゾートでカリーナ・モレノとIBA女子世界ライトフライ級王座決定戦を行い、プロ初黒星となる0-3（90-100、90-100、93-97）の判定負けを喫し王座獲得に失敗した。
2008年7月18日、イタリア・チヴィタノーヴァ・マルケでアマチュア時代からのライバルシモーナ・ガラッシが持つWBC女子フライ級王座に挑戦し、0-3（91-99、91-99、92-99）の判定負けを喫し王座獲得に失敗した。
2008年12月20日、スイス・チューリッヒのハレンシュタディオンでナディア・ラオウイと対戦し、1-1（95-95、92-98、96-95）の判定で引き分けたがWIBA世界フライ級王座のは初防衛に成功した。 
2010年10月22日、ニューヨークのキャピテイルでスザンナ・ワーナーとノンタイトル6回戦を行い、3-0（58-56、58-56、59-55）の判定勝ちを収めた。
2010年12月17日、フロリダ州マイアミのアメリカン・エアラインズ・アリーナで自身の持つWIBA世界フライ級王座とアナスタシア・トクタロヴァの持つGBU女子世界フライ級王座を懸け対戦し、 3-0（80-72、80-72、80-72）の判定勝ちを収めWIBA王座の2度目の防衛に成功、GBU王座の獲得にも成功した。 
2011年6月24日、ニューヨーククイーンズ区でメリッサ・マックモローとニューヨーク州女子フライ級王座決定戦を行い、1-2（78-74、73-79、74-78）の判定負けを喫し王座獲得に失敗した。
2012年4月13日、ドイツ・ケルンのランクセス・アレーナでWIBA世界フライ級王者ナディア・ラオウイと対戦し、0-3（93-98、90-100、93-98）の判定負けを喫しWIBA王座への返り咲きに失敗した。 
2013年3月27日、ニューヨーククイーンズ区でパトリシア・アルシバーとニューヨーク州女子フライ級王座決定戦を行い、0-3（74-78、75-77、73-79）の判定負けを喫し王座獲得に失敗した。
2013年9月25日、ニューヨーククイーンズ区でパトリシア・アルシバーとIFBA世界フライ級王座決定戦を行い、8回51秒TKO勝ちを収め6ヵ月ぶりの再戦で雪辱を果たすと共に王座獲得に成功した。
2014年1月18日、ニューヨーククイーンズ区でジョディ・エスキベルとUBF女子インターナショナルフライ級王座決定戦を行い、3-0（59-55、59-55、58-56）の判定勝ちを収め王座獲得に成功した。
2015年1月16日、テキサス州ラレドのラレド・エナジー・アリーナでクリスティーナ・フェンテスと対戦し、3-0（95-94、96-93、95-94）の判定勝ちを収めIFBA世界フライ級王座の初防衛に成功した。 

## 戦績
- 18戦10勝5敗3分

## 獲得タイトル
- 第3代WIBA世界フライ級王座（防衛2）
- GBU女子世界フライ級王座
- IFBA世界フライ級王座
- UBF女子インターナショナルフライ級王座